# Экспедиция Норденшёльда (1878—1879)

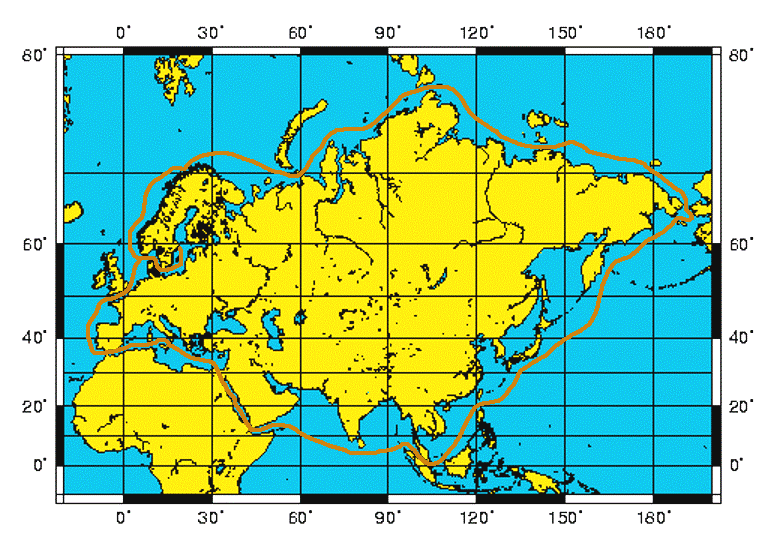
Карта маршрута экспедиции

Экспедиция Норденшёльда (в иноязычных источниках — экспедиция «Веги») 1878—1880 годов под руководством Адольфа Эрика Норденшёльда была первой экспедицией, во время которой удалось пройти весь Северный морской путь, известный с середины 1700-х годов как возможный судоходный маршрут между Европой и Азией через Северный Ледовитый океан. Несмотря на многие препятствия и проблемы, возникавшие в пути, экспедиция закончилась успешно и была признана одним из выдающихся достижений шведской науки.

## Планирование

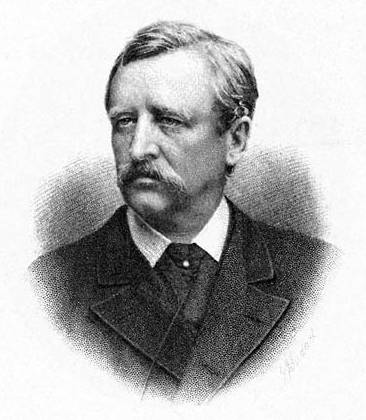
А. Э. Норденшёльд

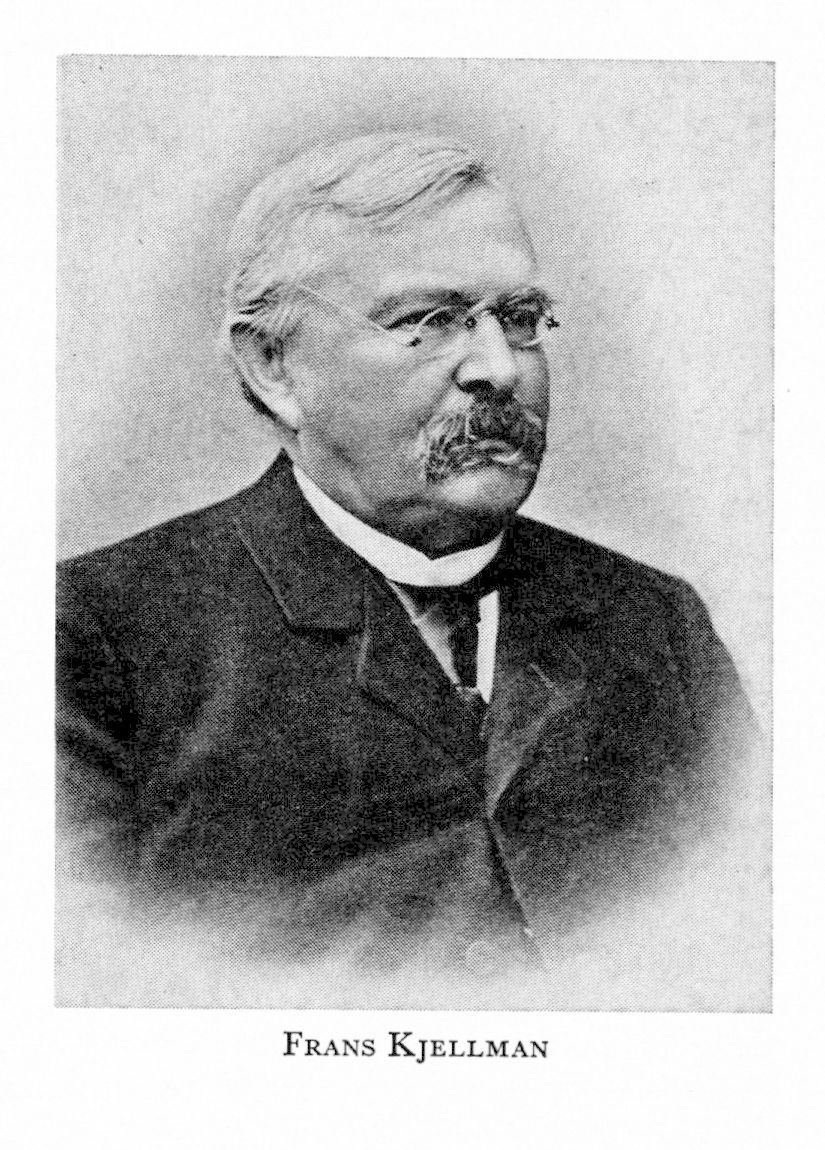
Ф. Р. Челльман

### Предпосылки
Первое предположение о возможности пройти из Европы в Азию северным путём сделал в конце 1500-х годов голландский мореплаватель Виллем Баренц. В 1600-е годы русские охотники и торговцы проникали всё дальше и дальше на север. Семён Дежнёв в 1648 году стал первым, кто прошёл через пролив между Аляской и Сибирью (ныне Берингов пролив), а в 1742 году Семён Челюскин установил самую северную точку Евразии, впоследствии названную мыс Челюскин. Исследованиями северных морей занимался русский мореплаватель датского происхождения Витус Беринг, осуществивший несколько научно-исследовательских экспедиций в этом районе. В середине 1700-х годов швейцарский географ Самуил Энгель опубликовал трактат, в котором он изложил теорию о существовании Северного морского пути.

### Подготовка
К концу 1870-х годов Норденшёльд провёл серию исследовательских экспедиций в Арктике, включая плавания на Шпицберген, Гренландию, в Карское море и на Енисей.
На первом этапе король Швеции отдал в распоряжение исследователя пароход «София», на котором в июле 1868 года экспедиция отправилась в путь из порта Тромсё. Однако конструктор судна сразу высказал сомнение в успехе, считая, что для таких целей нужен ледокол. Из документов известно, что длина «Софии» была 41 метр, ширина — 7 метров, а паровая машина имела 270 индикаторных лошадиных сил. На этом судне Норденшёльд смог добраться лишь до Шпицбергена. Столкновение с льдиной и серьёзные повреждения «Софии» вынудили 4 октября прервать путь на север и повернуть на юг. Попав в шторм в Норвежском море, искалеченное судно к 20 октября 1868 года смогло добраться до порта Тромсё.
В 1877 году началась подготовка экспедиции по поиску северного прохода. В июле Норденшёльд представил детальный план королю Оскару II, который принял предложение. Финансирование экспедиции взяли на себя Шведское общество антропологии и географии и Королевское общество искусств и наук в Гётеборге, а также частные лица: Александр Сибиряков и Оскар Диксон.
Для экспедиции был снаряжён корабль «Вега», построенный в 1872 году как китобойное судно. Он был приобретён у владельца и подвергнут переоснащению на королевской военно-морской верфи в Карлскруне за государственный счёт. Сибиряков также подготовил пароход «Лена», которые должен был сопровождать экспедицию до устья реки Лена.

### Участники экспедиции
Адольф Арнольд Луи Паландер назначен капитаном экспедиции. Паландер был опытным штурманом, который совершил несколько походов в Арктику и участвовал в прошлых экспедициях Норденшёльда. Остальной экипаж из 21 человека составляли офицеры и учёные, а также художник-ксилограф Карл Йохан Андерссон.
Учёные принадлежали к различным областям естественных наук, среди них были:
- Эрнст Бернхард Альмквист, врач и лихенолог;
- Джакомо Бове, гидрограф;
- Андреас Петер Ховгорд, метеоролог, отвечал за метеорологические и магнитные наблюдения;
- Франс Рейнгольд Челльман, ботаник;
- Оскар Фритьоф Нурдквист, переводчик и зоолог;
- Антон Юлиус Стуксберг, зоолог.

Многонациональный состав экипаж усилил интерес к экспедиции, в том числе за пределами Швеции.

## Экспедиция

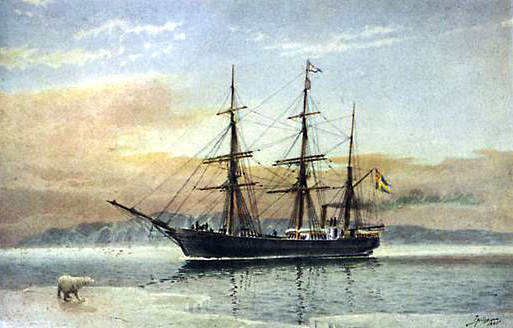
Барк «Вега»

22 июня 1878 года «Вега» покинула Карлскруну и направилась в Тромсё (Норвегия) через Копенгаген и Гётеборг. Норденшёльд прибыл в Тромсё первым в июле.
21 июля 1878 года «Вега» и «Лена» вышли из Тромсё, взяв курс на север. 30 июля суда миновали остров Вайгач и вышли в Карское море. После остановки в Диксоне, 6 августа суда продолжили движение на восток через архипелаг Норденшёльда и достигли мыса Челюскин, где встали на якорь 20 августа.
После перерыва экспедиция продолжила движение на север, но вскоре была вынуждена повернуть обратно на юг, чтобы идти по свободной от льда воде вдоль восточного побережья Таймыра. В ночь с 27 на 28 августа экспедиция достигла устья Лены. Здесь пароход «Лена» ушёл вверх по реке в Якутск, а «Вега» проследовала дальше на восток и 3 сентября достигла Новосибирских островов и немного позже — Медвежьих островов. Шельфовые ледники стали крупнее, ход пришлось сбавить. Ночью плыть не решались. Между 12 и 18 сентября экспедиция сделала остановку, чтобы дождаться более благоприятных ледовых условий. Норденшёльд писал, что берег стал однообразным: ничего, кроме тумана и льда.
«Вега» медленно продвигалась вперёд, пока 28 сентября не вмёрзла в льды возле посёлка Питлекай у Колючинской губы на северной оконечности Чукотского полуострова всего в одном дне пути от Уэлена. Норденшёльд был разочарован таким исходом: судьбу судна решили несколько часов промедления. Однако серьёзной опасности для экспедиции не было, она была обеспечена всем необходимым на два года.
Экспедиция обосновалась на зимовку в точке с координатами 67°04′49″ с. ш. 173°23′02″ в. д. Во время зимовки удалось выполнить научные исследования, в частности, Нурдквист провёл этнологическое изучение чукчей.

### 1879

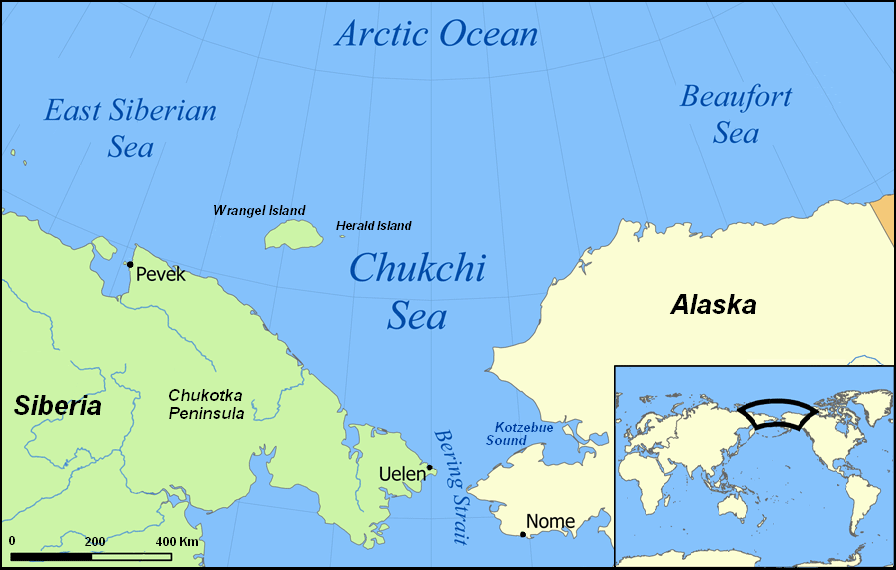
Место зимовки экспедиции «Веги» — большой залив на северо-западе от Уэлена у Колючинской губы.

Прибрежная равнина вокруг «Веги», где участники экспедиции расположились на зимовку, была пуста и однообразна, но не была необитаемой. В паре километров находилось чукотское стойбище Питекай и далее ещё несколько поселений подобного типа. Участники экспедиции общались с местными жителями, и в конце концов контакты стали обыденными, чукчи приходили ежедневно. Экипаж и учёные проводили походы вглубь материка для исследования окрестностей.
Было предпринято несколько попыток отправить сообщение о сложившемся положении. Уже в начале октября через чукчей было передано первое письмо, но до Иркутска, ближайшего города, где имелось почтовое отделение, оно добралось только к 10 мая 1880 года. К 16 мая 1880 года оно достигло Стокгольма.
Сильные холода продолжались даже весной. В середине апреля температура часто опускалась почти до −40 °С, а льды сковывали океан даже в июне, когда температура держалась на несколько градусов ниже нуля. 20 июня примерно в полутора километрах от «Веги» во льдах появились трещины, но для освобождения барка требовалось время. Во время обеда 18 июля лёд, наконец, отпустил «Вегу», и через два часа она была готова к дальнейшему движению.
После десятимесячного перерыва путешествие к Тихому океану продолжилось, и 20 июля экспедиция достигла Берингова пролива, обогнула восточную оконечность Евразии — мыс Дежнёва, тем самым завершив прохождение Северного морского пути.
Затем экспедиция исследовала залив Лаврентия на Чукотском полуострове и залив Порт-Кларенс на Аляске. После этого «Вега» направилась к острову Святого Лаврентия, куда прибыла 31 июля. Здесь снова был взят курс на восток к острову Беринга у восточного берега Камчатки, которого экспедиция достигла 14 августа. Здесь была сделана остановка до 19 августа. 2 сентября «Вега» вошла в порт Иокогамы, откуда, наконец, всему миру через телеграмму было объявлено, что проход найден и впервые пройден. Япония оказала путешественникам радушный приём. Норденшёльд и его спутники получили аудиенцию у императора Мэйдзи и посетили различные места по всей Японии. Экспедиция пробыла в стране почти 2 месяца, в течение которых «Вегу» отремонтировали перед обратным плаванием.
Один из матросов «Веги», Свен Андерссон, на протяжении плавания вёл дневник, который потерял в Нагасаки. Двадцать лет судьба записей оставалась неизвестной, пока его не обнаружил шведский капитан Фрёберг в Шанхае (Китай) в апреле 1898 года. Фрёберг передал дневник шведскому торговому атташе в Восточной Азии. Через Лондон в 1908 году дневник попал в Швецию и сегодня находится в коллекции Шведской академии наук. Он был опубликован в 1979 году.
Триумфальное возвращение в Швецию вокруг Азии и через Средиземное море сопровождалось торжественными приёмами в разных городах и странах: Гонконг, Лабуане, Сингапуре и Цейлон. «Вега» покинула Галле на Цейлоне 22 декабря.

### 1880

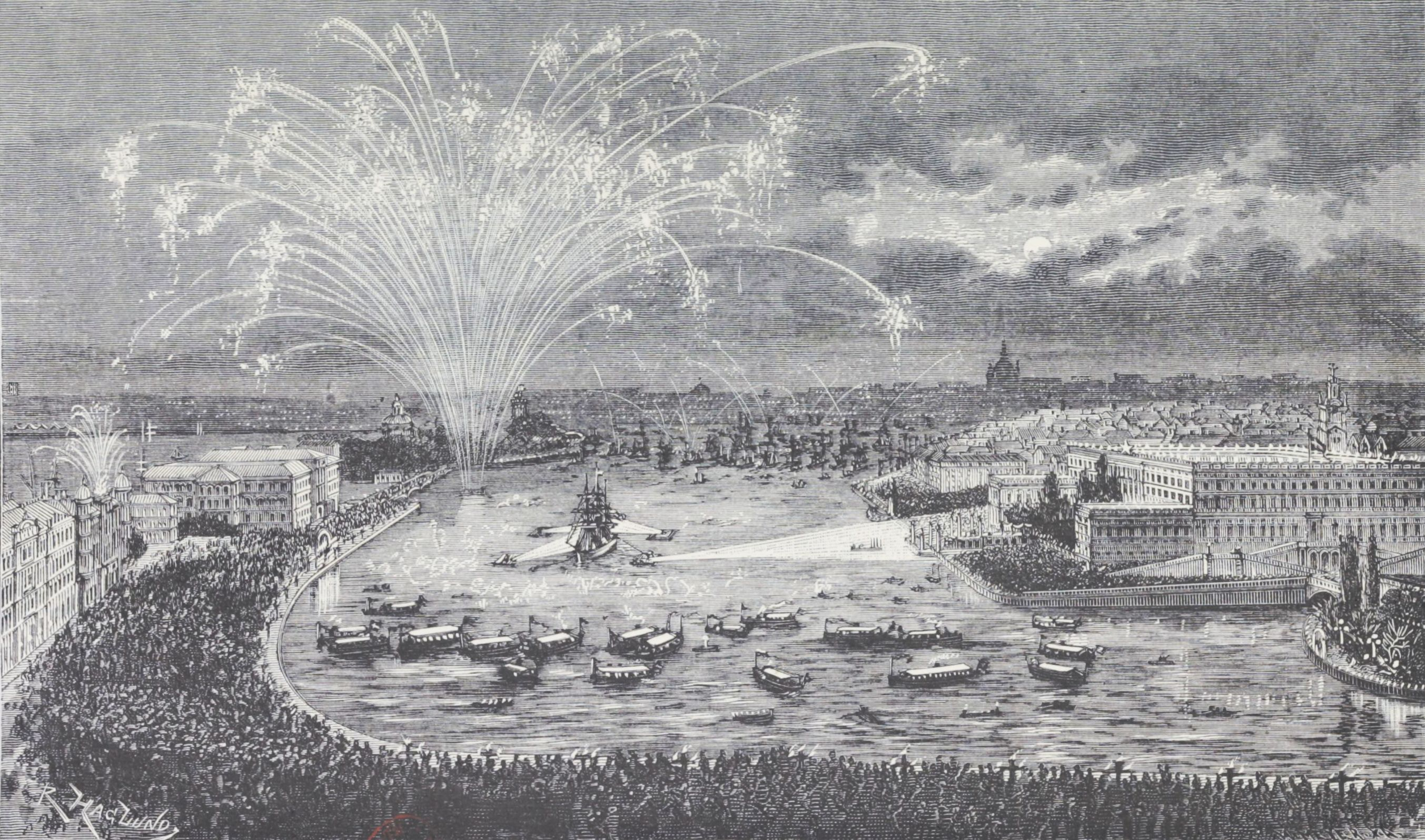
Возвращение «Веги»

7 января 1880 года экспедиция прибыла в Аден, где была встречена салютом из 21 залпа. 9 января «Вега» вошла в Красное море и достигла Суэца 27 января. Отсюда участники экспедиции совершили экскурсию в Каир и 3 февраля через Суэцкий канал направились в Средиземное море, добравшись до Порт-Саида 5 февраля. 14 февраля экспедиция пришвартовалась в Неаполе, который стал первой остановкой «Веги» в Европе. Здесь путешественников снова ждал пышный приём, не в последнюю очередь благодаря присутствию в команде итальянца Бове. После поездки в Рим «Вега» вышла из Неаполя 29 февраля, однако без Альмквиста, Челльмана, Нурдквиста и Стуксберга, которые предпочли добираться домой по суше, и Бове, оставшегося с семьёй в Италии. 9 марта бриг прошёл Гибралтарский пролив и 11 марта бросил якорь в Лиссабоне. 16 марта он продолжил путь и прибыл в Фалмут (Англия) 25 марта. Здесь снова прошло несколько приёмов, после чего экспедиция совершила поездку в Париж. Обратно на «Вегу» путешественники взошли 3 апреля во Флиссингене, куда судно добралось по морю.
16 апреля экспедицию восторженно встречал Копенгаген, в том числе благодаря участию в ней Ховгорда. 20 апреля «Вега» покинула Данию, 24 апреля в 08:00 прошла Ваксхольм и, наконец, бросила якорь в Стокгольме в 22:00, пройдя 22 189 морских миль. «Вегу» встречал весь Стокгольм, Королевский дворец утопал в сияющем море света и огня. Имя каждого участника экспедиции, от Норденшёльда до младшего матроса, выписывалось огнём на фасаде дворца. Экипаж встретился со всей королевской семьёй. Организатором приветственных мероприятий выступил Магнус Изеус, а среди зрителей был и молодой Свен Гедин.
Весь экипаж был награждён учреждёнными в честь экспедиции золотыми и серебряными медалями из рук короля Оскара II. Норденшёльд был возведён в титул барона, Паландер получил рыцарское звание.

## Итоги

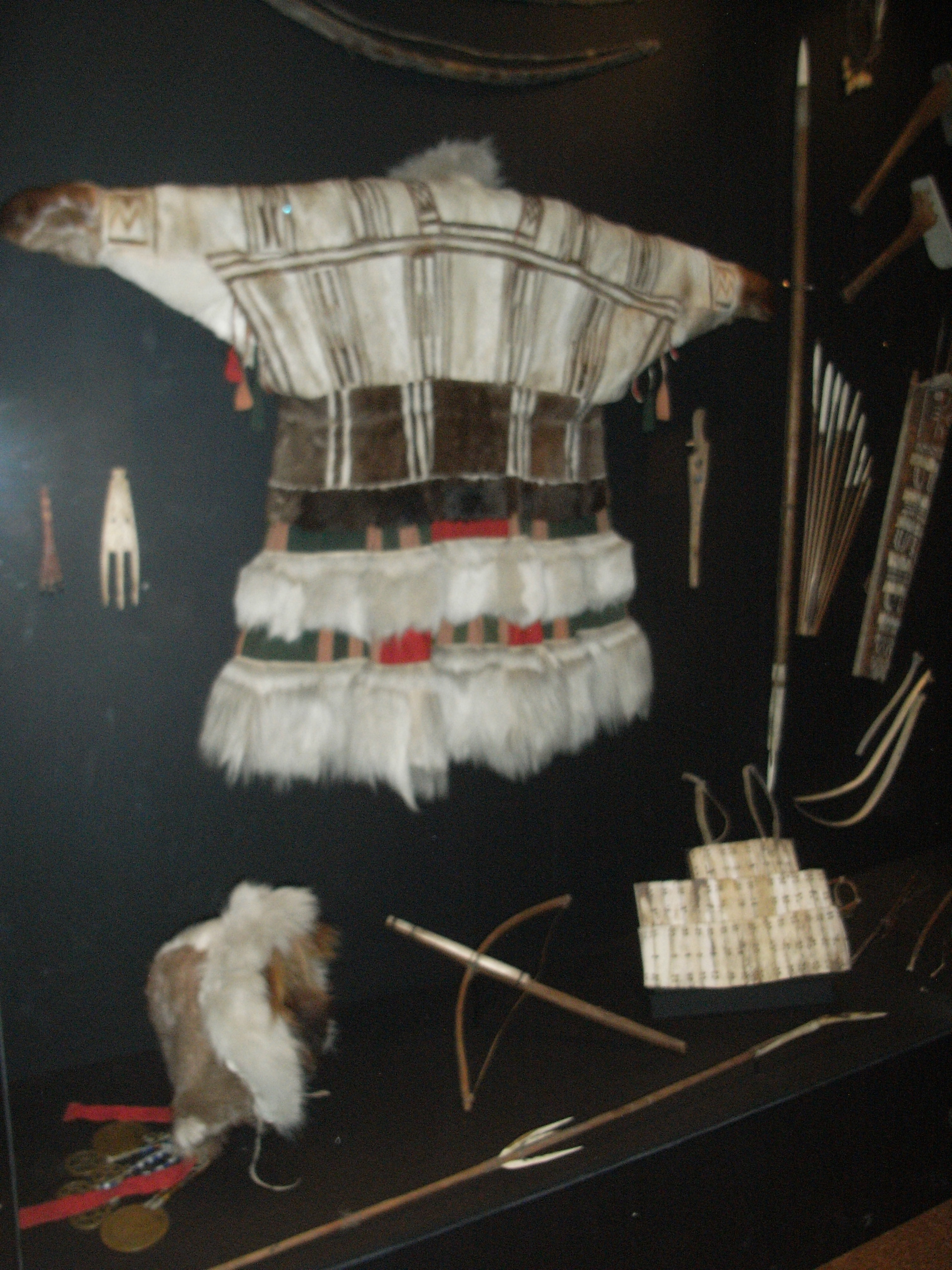
Стенд с предметами, привезёнными экспедицией, в этнографическом музее Стокгольма

Экспедиция достигла своей цели, найдя Северо-Восточный проход, но в то же время показала, что маршрут не подходит для коммерческих перевозок. Научные результаты экспедиции географического, геологического, ботанического, зоологического и этнографического плана были получены, главным образом, во время зимовки.
Исследования были опубликованы в серии научных докладов. Позже вышел отчёт в пяти томах Vega-expeditionens vetenskapliga iakttagelser (1882—1887). Через несколько месяцев после возвращения в Королевском дворце открылась выставка, посвящённая экспедиции. Также собранные материалы были показаны на Стокгольмской выставке 1897 года. Норденшёльд и Паландер опубликовали свои дневниковые записи.
В 1880 была учреждена медаль в честь экспедиции, а с 1902 года 24 апреля отмечается как День «Веги» (швед. Vegadagen).
После «Веги» снова Северный морской путь прошёл в 1915 году Борис Вилькицкий, на этот раз с востока на запад, в рамках Гидрографической экспедиции Северного Ледовитого океана.